# Йенсен, Хелене
Хеле́не Йе́нсен (дат. Helene Jensen; род. 1965) — датская кёрлингистка.

## Достижения
- Чемпионат Европы по кёрлингу: золото (1994).
- Чемпионат Дании по кёрлингу среди женщин: золото (1994, 1995, 1996)[1].
- Чемпионат мира по кёрлингу среди юниоров: бронза (1993, 1994).
- Чемпионат Дании по кёрлингу среди юниоров: золото (1990, 1991, 1992, 1993, 1994, 1995)[2].

## Команды
| Сезон   | Четвёртый           | Третий           | Второй          | Первый           | Запасной                                       | Турниры                             |
| ------- | ------------------- | ---------------- | --------------- | ---------------- | ---------------------------------------------- | ----------------------------------- |
| 1989—90 | June Simonsen       | Дорте Хольм      | Маргит Пёртнер  | Хелене Йенсен    |                                                | ЧДЮ 1990                            |
| 1990—91 | June Simonsen       | Дорте Хольм      | Ангелина Йенсен | Хелене Йенсен    |                                                | ЧДЮ 1991                            |
| 1991    | Дорте Хольм         | June Simonsen    | Маргит Пёртнер  | Хелене Йенсен    | Ангелина Йенсен                                | ЧМЮ 1991 (6 место)                  |
| 1991—92 | Ангелина Йенсен     | Дорте Хольм      | Маргит Пёртнер  | Хелене Йенсен    |                                                | ЧДЮ 1992                            |
| 1992    | Дорте Хольм         | Маргит Пёртнер   | Ангелина Йенсен | Хелене Йенсен    | Nel-Britt Kristensen                           | ЧМЮ 1992 (8 место)                  |
| 1992—93 | Ангелина Йенсен     | Дорте Хольм      | Маргит Пёртнер  | Хелене Йенсен    |                                                | ЧДЮ 1993                            |
| 1993    | Дорте Хольм         | Ангелина Йенсен  | Маргит Пёртнер  | Хелене Йенсен    | Kamilla Schack                                 | ЧМЮ 1993                            |
| 1993    | Хелена Блак         | Ангелина Йенсен  | Маргит Пёртнер  | Шарлотта Хедегор | Хелене Йенсен                                  | ЧЕ 1993 (8 место)                   |
| 1993—94 | Ангелина Йенсен     | Дорте Хольм      | Kamilla Schack  | Хелене Йенсен    | Шарлотта Хедегор                               | ЧДЮ 1994 · ЧМЮ 1994                 |
| 1993—94 | Хелена Блак         | Ангелина Йенсен  | Хелене Йенсен   | Маргит Пёртнер   | Шарлотта Хедегор                               | ЧДЖ 1994                            |
| 1994    | Хелена Блак Лаурсен | Ангелина Йенсен  | Маргит Пёртнер  | Хелене Йенсен    | Дорте Хольм                                    | ЧМ 1994 (9 место)                   |
| 1994    | Хелена Блак Лаурсен | Дорте Хольм      | Маргит Пёртнер  | Хелене Йенсен    | Лиза Ричардсон                                 | ЧЕ 1994                             |
| 1994—95 | Kamilla Schack      | Birgitte Knudsen | Margit Ziegler  | Хелене Йенсен    |                                                | ЧДЮ 1995                            |
| 1994—95 | Хелена Блак Лаурсен | Дорте Хольм      | Хелене Йенсен   | Маргит Пёртнер   | Лиза Ричардсон                                 | ЧДЖ 1995 · ЧМ 1995 (5 место)        |
| 1995—96 | Хелена Блак Лаурсен | Дорте Хольм      | Хелене Йенсен   | Маргит Пёртнер   | Лиза Ричардсон                                 | ЧДЖ 1996                            |
| 1995—96 | Дорте Хольм         | Маргит Пёртнер   | Хелене Йенсен   | Лиза Ричардсон   | Хелена Блак Лаурсен тренер: Франтс Гуфлер (ЧЕ) | ЧЕ 1995 (5 место) ЧМ 1996 (7 место) |
| 1996—97 | Дорте Хольм         | Маргит Пёртнер   | Хелене Йенсен   | Лиза Ричардсон   | Хелена Блак Лаурсен тренер: Франтс Гуфлер      | ЧЕ 1996 (7 место)                   |

(скипы выделены полужирным шрифтом)